# Добберкау
Добберкау (нем. Dobberkau) — община в Германии, в земле Саксония-Анхальт. 
Входит в состав района Штендаль. Подчиняется управлению Бисмарк/Кледен.  Население составляет 309 человек (на 31 декабря 2006 года). Занимает площадь 16,44 км².